# Karl-Heinz Lahutta
Karl-Heinz Lahutta (* 4. April 1927) ist ein ehemaliger deutscher Fußballspieler. Von 1949 bis 1957 spielte er für Lokomotive Stendal in der DDR-Oberliga, der höchsten Spielklasse im DDR-Fußball.

## Sportliche Laufbahn
Als 22-Jähriger bestritt Karl-Heinz Lahutta 1949/50 seine erste Saison in der neu gegründeten Fußball-Liga des Deutschen Sportausschusses, der damals höchsten Spielklasse in der Sowjetischen Besatzungszone, die später als DDR-Oberliga bezeichnet wurde. Mit seinen 20 Einsätzen und vier Toren bei 26 ausgetragenen Punktspielen erkämpfte er sich sofort einen Stammplatz als zentraler Mittelfeldspieler. Seinen Status als Stammspieler in der 1. Mannschaft der Stendaler verteidigte er bis zum Ende seiner Laufbahn. Bis 1958 bestritt er für die 1. Mannschaft der BSG Lok neun Spielzeiten, in denen er 222 von 260 ausgetragenen Punktspielen absolvierte. Darunter sind 43 Spiele in der zweitklassigen DDR-Liga, als Lok Stendal 1954 und 1957 aus der Oberliga abgestiegen war. In allen Spielzeiten war Lahutta als Torschütze erfolgreich, insbesondere in der Oberligasaison 1952/53, in der er sechs Punktspieltore erzielte. Insgesamt kam Lahutta auf 25 Treffer. Nachdem er 1958 (Kalenderjahr-Spielrhythmus) seine letzte Saison für die 1. Mannschaft der BSG Lok mit 18 Spielen in der DDR-Liga und zwei Toren abgeschlossen hatte, beendete er seine Laufbahn im Leistungssport und ließ seine Karriere bei der 2. Mannschaft von Lok Stendal in der viertklassigen Bezirksliga ausklingen.